# Lliga catalana de bàsquet femenina 2020-2021
La XXXII Lliga Nacional Catalana Femenina 2020 fou la trenta-dosena edició de la Lliga catalana de bàsquet. Se celebrà el 6 de setembre de 2020 al Palau Blaugrana i fou organitzada per la Federació Catalana de Basquetbol. La competició es disputà amb les restriccions d'aforament i els protocols sanitaris de prevenció de risc de contagi del COVID-19. Hi competiren l'Spar Girona, vigent campió, i el Cadí la Seu, disputant l'onzena final consecutiva entre gironines i alt-urgellenques. La final fou retransmesa en directe pel canal Esport3.
Es proclamà campió l'Spar Citylift Girona, que guanyà el seu novè títol, quart de forma consecutiva des del 2017. Individualment, destacà l'actuació l'alera gallega María Araújo amb 12 rebots, 4 assistències i 17 de valoració, i que fou escollida MVP de la final. Les màximes anotadores del partit foren Julia Reisingerova i Paola Ferrari amb 14 punts.

## Final
| En negreta = Equip guanyador Pts = Punts Rebs = Rebots Assis = Assistències Val = Valoració Nota: Noms dels equips segons l'època |

| 6 de setembre de 2020 19:00 Acta | Spar Girona                                                                  | 69–61 | Cadí la Seu                                                                     | Palau d'Esports de La Seu d'Urgell Àrbitres: Yasmina Alcaraz, Sandra Sánchez, Eva Aresté |
| 6 de setembre de 2020 19:00 Acta | Resultats per quarts: 21-18, 9-13, 19-14, 20-16                              |       |                                                                                 | Palau d'Esports de La Seu d'Urgell Àrbitres: Yasmina Alcaraz, Sandra Sánchez, Eva Aresté |
| 6 de setembre de 2020 19:00 Acta | Pts: Reisingerova, Ferrari 14 Rebs: Araújo 12 Assist: Elonu 5 Val: Araújo 17 |       | Pts: Pujol, Dornstauder 13 Rebs: Dornstauder 9 Assist: Raventós 4 Val: Pujol 17 | Palau d'Esports de La Seu d'Urgell Àrbitres: Yasmina Alcaraz, Sandra Sánchez, Eva Aresté |

| Spar Girona | Cadí la Seu |

| #          | Jugadora           | Pts | Rbs. | Ass. | Val. |
| ---------- | ------------------ | --- | ---- | ---- | ---- |
| 2          | Adaora Elonu       | 6   | 6    | 5    | 14   |
| 3          | Laia Palau         | 7   | 1    | 4    | 3    |
| 5          | Sonja Vasić        | 10  | 7    | 2    | 10   |
| 6          | Frida Eldebrink    | 10  | 3    | 4    | 10   |
| 8          | María Araújo       | 3   | 12   | 4    | 17   |
| 11         | Giedrė Labuckienė  | 5   | 4    | 0    | 4    |
| 13         | Mireia Daura       | N/D | N/D  | N/D  | N/D  |
| 14         | Laia Moya          | N/D | N/D  | N/D  | N/D  |
| 15         | Núria Bagaria      | N/D | N/D  | N/D  | N/D  |
| 21         | Júlia Soler        | N/D | N/D  | N/D  | N/D  |
| 44         | Julia Reisingerova | 14  | 7    | 1    | 9    |
| 77         | Paola Ferrari      | 14  | 3    | 0    | 12   |
| Equip      | Equip              | 0   | 4    | 0    | 0    |
| Total      | Total              | 69  | 47   | 20   | 79   |
| Entrenador |                    |     |      |      |      |
| Eric Surís |                    |     |      |      |      |

| Campió de la Lliga Catalana 2020-2021 |
| ------------------------------------- |
| Spar Girona Novè títol                |
| MVP                                   |
| María Araujo                          |

| #            | Jugadora           | Pts | Rbs. | Ass. | Val. |
| ------------ | ------------------ | --- | ---- | ---- | ---- |
| 3            | Danni Williams     | 8   | 4    | 0    | 2    |
| 4            | Laia Raventós      | 6   | 1    | 4    | 12   |
| 5            | Júlia Palomo       | N/D | N/D  | N/D  | N/D  |
| 8            | Irati Etxarri      | 6   | 2    | 0    | 1    |
| 9            | Laura Peña         | 2   | 2    | 3    | 1    |
| 11           | Ariadna Pujol      | 13  | 4    | 1    | 17   |
| 12           | Maria Jespersen    | 2   | 3    | 1    | 0    |
| 13           | Sonia García       | N/D | N/D  | N/D  | N/D  |
| 14           | Georgina Bahí      | 0   | 3    | 1    | -4   |
| 22           | Quinn Dornstauder  | 13  | 9    | 0    | 14   |
| 23           | Serena-Lynn Geldof | 2   | 2    | 1    | -4   |
| 24           | Gala Mestres       | 9   | 5    | 0    | 12   |
| Equip        | Equip              | 0   | 4    | 0    | 0    |
| Total        | Total              | 61  | 39   | 11   | 51   |
| Entrenador   |                    |     |      |      |      |
| Bernat Canut |                    |     |      |      |      |